# Cinderella's Sister
Cinderella's Sister (em coreano:  신데렐라 언니, Sinderella Eonni) é um drama sul-coreano estrelado por Moon Geun-young, Chun Jung-myung, Seo Woo, e Ok Taecyeon. Foi ao ar no KBS2 de 31 de março a 3 de junho de 2010 para 20 episódios.

## Elenco
- Moon Geun-young como Song Eun-jo/Goo Eun-jo
- Seo Woo como Goo Hyo-sun
- Chun Jung-myung como Hong Ki-hoon
- Ok Taecyeon como Han Jung-woo
- Lee Mi-sook como Song Kang-sook
- Kim Kap-soo como Goo Dae-sung
- Kang Sung-jin como Yang Hae-jin
- Choi Il-hwa como Hong (presidente)
- Yeon Woo-jin como Dong-soo
- Go Se-won como Hong Ki-jung
- Seo Hyun-chul
- Kim Chung

## Trilha sonora
1. 너 아니면 안돼 (It Has To Be You) - Yesung do Super Junior
2. 불러본다 (Calling Out) - Luna e Krystal de f(x)
3. 스마일 어게인 - Lee Yoon-jong
4. 너 였다고 - JM
5. 내 사랑을 구해줘! - Pink Toniq
6. 신데렐라언니
7. 미소지으면
8. 보사노바
9. 그때 그 자리에
10. 사랑한다면
11. 뒷동산
12. 마이너 왈츠
13. 느리게 걷기
14. 후회
15. 모정
16. 내 사랑을 구해줘! (versão rock) - Pink Toniq